# RMS Queen Elizabeth 2
Queen Elizabeth 2, neboli zkrácení QE2, je zaoceánská loď postavená pro Cunard Line. Byla spuštěna v roce 1967 a svou první platbu uskutečnila z anglického Southamptonu do New York v roce 1969. V roce 1982 byla krátce zabavena pro účely použití vojenské lodi ve válce o Falklandské ostrovy. V letech 1986-87 byly turbíny nahrazeny dieselovými motory. Sloužila až do roku 2008. Byla to vlajková loď společnosti Cunard Line až do roku 2004, kdy ji nahradila Queen Mary 2. Do té doby to byla největší a nejlepší loď Cunard Line.
Queen Elizabeth odešla z aktivní služby 27. listopadu 2008. Dlouho se spekulovalo o tom, že bude přepravena do Dubaje a bude z ní 500pokojový plovoucí hotel. Nakonec se to v červenci roku 2012 podařilo a do 18 měsíců už byla v Dubaji na slepém rameni řeky. V současnosti (2023) se stále nachází v Port Rashid v Dubaji ve Spojených arabských emirátech jako 4hvězdičkový hotel s 447 charakteristickými pokoji a apatmány. K dispozici je zde pro hosty i krytý bazén.